# Allostichaster insignis
Allostichaster insignis is een zeester uit de familie Stichasteridae.
De wetenschappelijke naam van de soort werd in 1895 gepubliceerd door Farquhar.